# Station Kolín
Station Kolín is een groot spoorwegknooppunt in Centraal-Tsjechië. Het is het belangrijkste station van de stad Kolín. Naast dit station liggen er nog vier spoorwegstations binnen de gemeentegrenzen van Kolín.

## Treinverkeer
- lijn 010: Kolín - Pardubice - Česká Třebová (verder naar Brno, Olomouc)
- lijn 011: Kolín - Praag
- lijn 014: Kolín - Ledečko (verder naar Benešov)
- lijn 230: Kolín - Havlíčkův Brod
- lijn 231: Kolín - Lysá nad Labem - Praag

Kolín · Kolín dílny · Starý Kolín · Záboří nad Labem · Týnec nad Labem · Kojice · Chvaletice · Řečany nad Labem · Lhota pod Přeloučí · Přelouč · Valy u Přelouče · Pardubice-Opočínek · Pardubice-Svítkov · Pardubice hlavní nádraží · Pardubice-Pardubičky · Pardubice-Černá za Bory · Kostěnice · Moravany · Uhersko · Sedlíšťka · Zámrsk · Dobříkov u Chocně · Sruby · Choceň · Brandýs nad Orlicí · Bezpráví · Ústí nad Orlicí · Ústí nad Orlicí město · Dlouhá Třebová · Česká Třebová